# Włochy na Zimowych Igrzyskach Olimpijskich 2018
Włochy na Zimowych Igrzyskach Olimpijskich 2018 – występ kadry sportowców reprezentujących Włochy na igrzyskach olimpijskich w Pjongczangu w 2018 roku. W kadrze znalazło się 120 zawodników: 73 mężczyzn i 47 kobiet. Był to dwudziesty trzeci start reprezentacji Włoch na zimowych igrzyskach olimpijskich.

## Statystyki według dyscyplin
| Lp.     | Dyscyplina            | Mężczyźni | Kobiety | Łącznie |
| ------- | --------------------- | --------- | ------- | ------- |
| 1       | Biathlon              | 5         | 6       | 11      |
| 2       | Biegi narciarskie     | 8         | 7       | 15      |
| 3       | Bobsleje              | 4         | -       | 4       |
| 4       | Curling               | 5         | -       | 5       |
| 5       | Kombinacja norweska   | 4         | -       | 4       |
| 6       | Łyżwiarstwo figurowe  | 5         | 6       | 11      |
| 7       | Łyżwiarstwo szybkie   | 6         | 3       | 9       |
| 8       | Narciarstwo alpejskie | 11        | 9       | 20      |
| 9       | Narciarstwo dowolne   | 2         | 2       | 4       |
| 10      | Saneczkarstwo         | 7         | 2       | 9       |
| 11      | Short track           | 2         | 5       | 7       |
| 12      | Skeleton              | 1         | -       | 1       |
| 13      | Skoki narciarskie     | 4         | 4       | 8       |
| 14      | Snowboarding          | 9         | 3       | 12      |
| Łącznie | Łącznie               | 73        | 47      | 120     |

## Zdobyte medale
| Medal  | Zawodnik                                                       | Dyscyplina            | Konkurencja               | Rezultat  | Data      |
| ------ | -------------------------------------------------------------- | --------------------- | ------------------------- | --------- | --------- |
| Złoto  | Arianna Fontana                                                | Short track           | bieg na 500 m kobiet      | 42,569    | 13 lutego |
| Złoto  | Michela Moioli                                                 | Snowboarding          | cross kobiet              |           | 16 lutego |
| Złoto  | Sofia Goggia                                                   | Narciarstwo alpejskie | zjazd kobiet              | 1:39,22   | 21 lutego |
| Srebro | Federico Pellegrino                                            | Biegi narciarskie     | Sprint mężczyzn           | 3:07,09   | 13 lutego |
| Srebro | Arianna Fontana Lucia Peretti Cecilia Maffei Martina Valcepina | Short track           | sztafeta kobiet           | 4:15,901  | 20 lutego |
| Brąz   | Dominik Windisch                                               | Biathlon              | Sprint mężczyzn           | 23:46,5   | 11 lutego |
| Brąz   | Federica Brignone                                              | Narciarstwo alpejskie | slalom gigant kobiet      | 2:20,48   | 15 lutego |
| Brąz   | Nicola Tumolero                                                | Łyżwiarstwo szybkie   | bieg na 10 000 m mężczyzn | 12:54,32  | 15 lutego |
| Brąz   | Lisa Vittozzi Dorothea Wierer Lukas Hofer Dominik Windisch     | Biathlon              | Sztafeta mieszana         | 1:09:01,2 | 20 lutego |
| Brąz   | Arianna Fontana                                                | Short track           | bieg na 100 m kobiet      | 1:30,656  | 22 lutego |

## Skład kadry

### Biathlon
| Zawodnik                                                         | Konkurencja                  | Czas      | Kary | Pozycja | Źródło |
| ---------------------------------------------------------------- | ---------------------------- | --------- | ---- | ------- | ------ |
| Dominik Windisch                                                 | Sprint mężczyzn              | 23:46,5   | 1    | brąz    | [ 1 ]  |
| Lukas Hofer                                                      | Sprint mężczyzn              | 24:09,8   | 2    | 10.     | [ 1 ]  |
| Giuseppe Montello                                                | Sprint mężczyzn              | 25:35,3   | 2    | 50.     | [ 1 ]  |
| Thomas Bormolini                                                 | Sprint mężczyzn              | 25:39,3   | 2    | 51.     | [ 1 ]  |
| Lukas Hofer                                                      | Bieg pościgowy mężczyzn      | 34:24,4   | 3    | 10.     | [ 2 ]  |
| Dominik Windisch                                                 | Bieg pościgowy mężczyzn      | 34:57,9   | 5    | 16.     | [ 2 ]  |
| Giuseppe Montello                                                | Bieg pościgowy mężczyzn      | 37:21,7   | 3    | 39.     | [ 2 ]  |
| Thomas Bormolini                                                 | Bieg pościgowy mężczyzn      | 38:10,7   | 6    | 48.     | [ 2 ]  |
| Giuseppe Montello                                                | Bieg indywidualny (m)        | 52:01,9   | 3    | 40.     | [ 3 ]  |
| Dominik Windisch                                                 | Bieg indywidualny (m)        | 52:54,3   | 5    | 50.     | [ 3 ]  |
| Thomas Bormolini                                                 | Bieg indywidualny (m)        | 53:26,6   | 4    | 56.     | [ 3 ]  |
| Lukas Hofer                                                      | Bieg indywidualny (m)        | 53:54,1   | 5    | 63.     | [ 3 ]  |
| Dominik Windisch                                                 | bieg ze startu wspólnego (m) | 37:07,7   | 4    | 17.     | [ 4 ]  |
| Lukas Hofer                                                      | bieg ze startu wspólnego (m) | 37:07,7   | 4    | 18.     | [ 4 ]  |
| Thomas Bormolini Lukas Hofer Giuseppe Montello Dominik Windisch  | Sztafeta 4 × 7,5 km (m)      | 1:21:35,6 | 4    | 12.     | [ 5 ]  |
| Lisa Vittozzi                                                    | Sprint kobiet                | 21:46,7   | 1    | 6.      | [ 6 ]  |
| Dorothea Wierer                                                  | Sprint kobiet                | 22:20,3   | 2    | 18.     | [ 6 ]  |
| Nicole Gontier                                                   | Sprint kobiet                | 23:20,0   | 3    | 44.     | [ 6 ]  |
| Federica Sanfilippo                                              | Sprint kobiet                | 24:30,1   | 3    | 69.     | [ 6 ]  |
| Lisa Vittozzi                                                    | Bieg pościgowy kobiet        | 32:34,6   | 4    | 11.     | [ 7 ]  |
| Dorothea Wierer                                                  | Bieg pościgowy kobiet        | 32:48,4   | 5    | 15.     | [ 7 ]  |
| Nicole Gontier                                                   | Bieg pościgowy kobiet        | 35:37,6   | 7    | 48.     | [ 7 ]  |
| Dorothea Wierer                                                  | Bieg indywidualny            | 43:15,8   | 2    | 7.      | [ 8 ]  |
| Lisa Vittozzi                                                    | Bieg indywidualny            | 45:11,8   | 3    | 32.     | [ 8 ]  |
| Alexia Runggaldier                                               | Bieg indywidualny            | 45:15,0   | 2    | 33.     | [ 8 ]  |
| Nicole Gontier                                                   | Bieg indywidualny            | 45:32,5   | 4    | 38.     | [ 8 ]  |
| Lisa Vittozzi                                                    | bieg masowy kobiet           | 36:08,6   | 2    | 4.      | [ 9 ]  |
| Dorothea Wierer                                                  | bieg masowy kobiet           | 36:10,3   | 1    | 6.      | [ 9 ]  |
| Lisa Vittozzi Dorothea Wierer Nicole Gontier Federica Sanfilippo | Sztafeta 4 × 6 km            | 1:13:07,5 | 4    | 9.      | [ 10 ] |
| Lisa Vittozzi Dorothea Wierer Lukas Hoferr Dominik Windisch      | sztafeta mieszana            | 1:09:01,2 | 0    | brąz    | [ 11 ] |

### Biegi narciarskie
Mężczyźni
| Zawodnik                                                                        | Konkurencja        | Eliminacje | Eliminacje | Ćwierćfinał | Ćwierćfinał | Półfinał | Półfinał | Finał     | Finał   | Źródło |
| Zawodnik                                                                        | Konkurencja        | czas       | Pozycja    | czas        | Pozycja     | czas     | Pozycja  | czas      | Pozycja | Źródło |
| ------------------------------------------------------------------------------- | ------------------ | ---------- | ---------- | ----------- | ----------- | -------- | -------- | --------- | ------- | ------ |
| Mirco Bertolina                                                                 | Bieg na 15 km      | N/A        | N/A        | N/A         | N/A         | N/A      | N/A      | 36:33,5   | 44.     | [ 12 ] |
| Stefan Zelger                                                                   | Bieg na 15 km      | N/A        | N/A        | N/A         | N/A         | N/A      | N/A      | 37:27,9   | 60.     | [ 12 ] |
| Sergio Rigoni                                                                   | Bieg na 15 km      | N/A        | N/A        | N/A         | N/A         | N/A      | N/A      | 38:03,0   | 72.     | [ 12 ] |
| Dietmar Nöckler                                                                 | Bieg na 15 km      | N/A        | N/A        | N/A         | N/A         | N/A      | N/A      | DNF       | DNF     | [ 12 ] |
| Francesco De Fabiani                                                            | Bieg na 30 km      | N/A        | N/A        | N/A         | N/A         | N/A      | N/A      | 1:17:54,9 | 20.     | [ 13 ] |
| Giandomenico Salvadori                                                          | Bieg na 30 km      | N/A        | N/A        | N/A         | N/A         | N/A      | N/A      | 1:18:36,9 | 26.     | [ 13 ] |
| Dietmar Nöckler                                                                 | Bieg na 30 km      | N/A        | N/A        | N/A         | N/A         | N/A      | N/A      | 1:19:55,5 | 37.     | [ 13 ] |
| Sergio Rigoni                                                                   | Bieg na 30 km      | N/A        | N/A        | N/A         | N/A         | N/A      | N/A      | 1:22:54,9 | 48.     | [ 13 ] |
| Giandomenico Salvadori                                                          | Bieg na 50 km      | N/A        | N/A        | N/A         | N/A         | N/A      | N/A      | 2:13:45,4 | 16.     | [ 14 ] |
| Maicol Rastelli                                                                 | Bieg na 50 km      | N/A        | N/A        | N/A         | N/A         | N/A      | N/A      | 2:15:10,0 | 19.     | [ 14 ] |
| Dietmar Nöckler                                                                 | Bieg na 50 km      | N/A        | N/A        | N/A         | N/A         | N/A      | N/A      | 2:16:29,2 | 21.     | [ 14 ] |
| Francesco De Fabiani                                                            | Bieg na 50 km      | N/A        | N/A        | N/A         | N/A         | N/A      | N/A      | 217:14,3  | 22.     | [ 14 ] |
| Maicol Rastelli                                                                 | Sprint             | 3:11,32    | 4.         | 3:14,38     | 6.          | NQ       | NQ       | NQ        | NQ      | [ 15 ] |
| Federico Pellegrino                                                             | Sprint             | 3:13,18    | 9.         | 3:10,55     | 1.          | 3:06,17  | 2.       | 3:07,09   | srebro  | [ 15 ] |
| Mirco Bertolina                                                                 | Sprint             | 3:20,07    | 40.        | NQ          | NQ          | NQ       | NQ       | NQ        | NQ      | [ 15 ] |
| Stefan Zelger                                                                   | Sprint             | 3:20,18    | 41.        | NQ          | NQ          | NQ       | NQ       | NQ        | NQ      | [ 15 ] |
| Dietmar Nöckler Federico Pellegrino                                             | Sprint drużynowy   | N/A        | N/A        | N/A         | N/A         | 16:07,24 | 4.       | 16:14,81  | 5.      | [ 16 ] |
| Maicol Rastelli Francesco De Fabiani Giandomenico Salvadori Federico Pellegrino | Sztafeta 4 × 10 km | N/A        | N/A        | N/A         | N/A         | N/A      | N/A      | 1:35:40,1 | 7.      | [ 17 ] |

Kobiety
| Zawodnik                                                      | Konkurencja       | Eliminacje | Eliminacje | Ćwierćfinał | Ćwierćfinał | Półfinał | Półfinał | Finał     | Finał   | Źródło        |
| Zawodnik                                                      | Konkurencja       | czas       | Pozycja    | czas        | Pozycja     | czas     | Pozycja  | czas      | Pozycja | Źródło        |
| ------------------------------------------------------------- | ----------------- | ---------- | ---------- | ----------- | ----------- | -------- | -------- | --------- | ------- | ------------- |
| Elisa Brocard                                                 | Bieg na 10 km     | N/A        | N/A        | N/A         | N/A         | N/A      | N/A      | 27:34,8   | 29.     | [ 18 ]        |
| Ilaria Debertolis                                             | Bieg na 10 km     | N/A        | N/A        | N/A         | N/A         | N/A      | N/A      | 27:41,2   | 31.     | [ 18 ]        |
| Sara Pellegrini                                               | Bieg na 10 km     | N/A        | N/A        | N/A         | N/A         | N/A      | N/A      | 28:01,5   | 38.     | [ 18 ]        |
| Lucia Scardoni                                                | Bieg na 10 km     | N/A        | N/A        | N/A         | N/A         | N/A      | N/A      | 28:04,1   | 39.     | [ 18 ]        |
| Elisa Brocard                                                 | Bieg na 15 km     | N/A        | N/A        | N/A         | N/A         | N/A      | N/A      | 43:17,6   | 26.     | [ 19 ]        |
| Sara Pellegrini                                               | Bieg na 15 km     | N/A        | N/A        | N/A         | N/A         | N/A      | N/A      | 44:16,3   | 35.     | [ 19 ]        |
| Anna Comarella                                                | Bieg na 15 km     | N/A        | N/A        | N/A         | N/A         | N/A      | N/A      | 44:25,9   | 37.     | [ 19 ]        |
| Ilaria Debertolis                                             | Bieg na 15 km     | N/A        | N/A        | N/A         | N/A         | N/A      | N/A      | 45:44,6   | 49.     | [ 19 ]        |
| Elisa Brocard                                                 | Bieg na 30 km     | N/A        | N/A        | N/A         | N/A         | N/A      | N/A      | 1:33:33,5 | 27.     | [ 20 ]        |
| Anna Comarella                                                | Bieg na 30 km     | N/A        | N/A        | N/A         | N/A         | N/A      | N/A      | 1:35:48,7 | 34.     | [ 20 ]        |
| Sara Pellegrini                                               | Bieg na 30 km     | N/A        | N/A        | N/A         | N/A         | N/A      | N/A      | 1:36:07,3 | 35.     | [ 20 ]        |
| Lucia Scardoni                                                | Bieg na 30 km     | N/A        | N/A        | N/A         | N/A         | N/A      | N/A      | 1:40:26,3 | 41.     | [ 20 ]        |
| Gaia Vuerich                                                  | Sprint            | 3:19,01    | 18.        | 3:21,65     | 5.          | NQ       | NQ       | NQ        | NQ      | [ 21 ] [ 22 ] |
| Lucia Scardoni                                                | Sprint            | 3:23,32    | 28.        | 3:22,49     | 5.          | NQ       | NQ       | NQ        | NQ      | [ 21 ] [ 22 ] |
| Greta Laurent                                                 | Sprint            | 3:25,54    | 32.        | NQ          | NQ          | NQ       | NQ       | NQ        | NQ      | [ 21 ] [ 22 ] |
| Elisa Brocard Gaia Vuerich                                    | Sprint drużynowy  | N/A        | N/A        | N/A         | N/A         | 17:13,04 | 8.       | NQ        | NQ      | [ 23 ]        |
| Anna Comarella Lucia Scardoni Elisa Brocard Ilaria Debertolis | Sztafeta 4 × 5 km | N/A        | N/A        | N/A         | N/A         | N/A      | N/A      | 54:22,0   | 9.      | [ 24 ]        |

### Bobsleje
| Zawodnicy                                                      | Konkurencja | Ślizg 1 | Ślizg 1 | Ślizg 2 | Ślizg 2 | Ślizg 3 | Ślizg 3 | Ślizg 4 | Ślizg 4 | Łącznie | Pozycja | Źródło                             |
| Zawodnicy                                                      | Konkurencja | Czas    | Miejsce | Czas    | Miejsce | Czas    | Miejsce | Czas    | Miejsce | Łącznie | Pozycja | Źródło                             |
| -------------------------------------------------------------- | ----------- | ------- | ------- | ------- | ------- | ------- | ------- | ------- | ------- | ------- | ------- | ---------------------------------- |
| Simone Bertazzo Lorenzo Bilotti Francesco Costa Simone Fontana | Czwórki     | 49,92   | 27.     | 49,94   | 24.     | 50,02   | 24.     | NQ      | NQ      | 2:29,88 | 27.     | [ 25 ] [ 26 ] [ 27 ] [ 28 ] [ 29 ] |

### Curling
| Drużyna                                                                | Konkurencja      | Faza grupowa     | Faza grupowa     | Faza grupowa             | Faza grupowa     | Faza grupowa     | Faza grupowa          | Faza grupowa           | Faza grupowa     | Faza grupowa     | Faza grupowa | Tie-breaker      | Półfinały        | Finał/3.miejsce  | Pozycja | Źródło |
| Drużyna                                                                | Konkurencja      | Przeciwnik Wynik | Przeciwnik Wynik | Przeciwnik Wynik         | Przeciwnik Wynik | Przeciwnik Wynik | Przeciwnik Wynik      | Przeciwnik Wynik       | Przeciwnik Wynik | Przeciwnik Wynik | Pozycja      | Przeciwnik Wynik | Przeciwnik Wynik | Przeciwnik Wynik | Pozycja | Źródło |
| ---------------------------------------------------------------------- | ---------------- | ---------------- | ---------------- | ------------------------ | ---------------- | ---------------- | --------------------- | ---------------------- | ---------------- | ---------------- | ------------ | ---------------- | ---------------- | ---------------- | ------- | ------ |
| Amos Mosaner Joël Retornaz Simone Gonin Daniele Ferrazza Andrea Pilzer | turniej mężczyzn | Kanada · 3:5     | Szwajcaria · 7:4 | Stany Zjednoczone · 10:9 | Dania · 4:6      | Japonia · 5:6    | Wielka Brytania · 6:7 | Korea Południowa · 6:8 | Szwecja · 3:7    | Norwegia · 6:4   | 9.           | NQ               | NQ               | NQ               | 9.      | [ 30 ] |

### Kombinacja norweska
| Zawodnik                                                         | Konkurencja             | Skoki narciarskie       | Skoki narciarskie   | Skoki narciarskie | Skoki narciarskie | Bieg narciarski                 | Bieg narciarski | Bieg narciarski | Strata   | Pozycja | Źródło        |
| Zawodnik                                                         | Konkurencja             | Odległość               | Nota                | Pozycja           | Strata czasowa    | Czas biegu                      | Pozycja         | Czas łączny     | Strata   | Pozycja | Źródło        |
| ---------------------------------------------------------------- | ----------------------- | ----------------------- | ------------------- | ----------------- | ----------------- | ------------------------------- | --------------- | --------------- | -------- | ------- | ------------- |
| Aaron Kostner                                                    | skocznia normalna/10 km | 93,5                    | 89,2                | 30.               | + 2:46            | 25:44,4                         | 36.             | 28:30,4         | + 3:39,0 | 37.     | [ 31 ] [ 32 ] |
| Alessandro Pittin                                                | skocznia normalna/10 km | 89,0                    | 77,4                | 38.               | + 3:33            | 23:48,9                         | 1.              | 27:21,9         | + 2:30,5 | 19.     | [ 31 ] [ 32 ] |
| Raffaele Buzzi                                                   | skocznia normalna/10 km | 88,0                    | 74,6                | 40.               | + 3:44            | 25:29,1                         | 33.             | 29:13,1         | + 4:21,7 | 40.     | [ 31 ] [ 32 ] |
| Lukas Runggaldier                                                | skocznia normalna/10 km | 85,0                    | 73,6                | 41.               | + 3:48            | 24:03,2                         | 5.              | 27:51,2         | + 2:59,8 | 32.     | [ 31 ] [ 32 ] |
| Raffaele Buzzi                                                   | skocznia duża/10 km     | 117,5                   | 87,9                | 35.               | + 3:24            | 24:02,5                         | 18.             | 27:26,5         | + 3:34,0 | 34.     | [ 33 ] [ 34 ] |
| Alessandro Pittin                                                | skocznia duża/10 km     | 109,0                   | 82,2                | 40.               | + 3:47            | 23:13,9                         | 1.              | 27:00,9         | + 3:08,4 | 27.     | [ 33 ] [ 34 ] |
| Lukas Runggaldier                                                | skocznia duża/10 km     | 110,0                   | 77,9                | 45.               | + 4:04            | 23:32,7                         | 11.             | 27:36,7         | + 3:44,2 | 36.     | [ 33 ] [ 34 ] |
| Aaron Kostner                                                    | skocznia duża/10 km     | 105,5                   | 71,2                | 47.               | + 4:31            | 25:17,5                         | 38.             | 29:48,5         | + 5:56,0 | 44.     | [ 33 ] [ 34 ] |
| Aaron Kostner Lukas Runggaldier Alessandro Pittin Raffaele Buzzi | Drużynowo               | 106,5 105,5 112,5 123,0 | 69,4 56,9 77,0 88,5 | 10.               | + 3:57            | 12:06,3 11:45,2 11:48,1 11:37,5 | 4.              | 51:14,1         | + 5:04,3 | 8.      | [ 35 ] [ 36 ] |

### Łyżwiarstwo figurowe
| Zawodnik                           | Konkurencja   | Program krótki | Program krótki | Program dowolny | Program dowolny | Łączna nota | Pozycja | Źródło               |
| Zawodnik                           | Konkurencja   | Nota           | Pozycja        | Nota            | Pozycja         | Łączna nota | Pozycja | Źródło               |
| ---------------------------------- | ------------- | -------------- | -------------- | --------------- | --------------- | ----------- | ------- | -------------------- |
| Carolina Kostner                   | solistki      | 73,15          | 6.             | 139,29          | 5.              | 212,44      | 5.      | [ 37 ] [ 38 ] [ 39 ] |
| Giada Russo                        | solistki      | 50,88          | 27.            | NQ              | NQ              | 50,88       | 27.     | [ 37 ] [ 38 ] [ 39 ] |
| Matteo Rizzo                       | soliści       | 75,63          | 23.            | 156,78          | 19.             | 232,41      | 21.     | [ 40 ] [ 41 ] [ 42 ] |
| Valentina Marchei Ondřej Hotárek   | pary sportowe | 74,50          | 7.             | 142,09          | 6.              | 216,59      | 6.      | [ 43 ] [ 44 ] [ 45 ] |
| Nicole Della Monica Matteo Guarise | pary sportowe | 74,00          | 9.             | 128,74          | 10.             | 202,74      | 10.     | [ 43 ] [ 44 ] [ 45 ] |
| Anna Cappellini Luca Lanotte       | Pary taneczne | 76,57          | 5.             | 108,34          | 6.              | 184,91      | 6.      | [ 46 ] [ 47 ] [ 48 ] |
| Charlène Guignard Marco Fabbri     | Pary taneczne | 68,16          | 11.            | 105,31          | 9.              | 173,47      | 10.     | [ 46 ] [ 47 ] [ 48 ] |

Drużynowo
| Konkurencja      | Zawodnik | Soliści       | Soliści        | Solistki      | Solistki       | Pary sportowe | Pary sportowe  | Pary taneczne | Pary taneczne  | Wynik  | Wynik   | Źródło                                                         |
| Konkurencja      | Zawodnik | SP            | FS             | SP            | FS             | SP            | FS             | SD            | FD             | Punkty | Miejsce |                                                                |
| ---------------- | --- | ------------- | -------------- | ------------- | -------------- | ------------- | -------------- | ------------- | -------------- | ------ | ------- | -------------------------------------------------------------- |
| Zawody drużynowe | Matteo Rizzo Carolina Kostner Nicole Della Monica / Matteo Guarise Valentina Marchei / Ondřej Hotárek Anna Cappellini / Luca Lanotte | 77,77 (6 pkt) | 156,11 (7 pkt) | 75,10 (9 pkt) | 134,00 (7 pkt) | 67,62 (4 pkt) | 138,44 (9 pkt) | 72,51 (7 pkt) | 107,00 (7 pkt) | 56     | 4.      | [ 49 ] [ 50 ] [ 51 ] [ 52 ] [ 53 ] [ 54 ] [ 55 ] [ 56 ] [ 57 ] |

### Łyżwiarstwo szybkie
| Zawodnik               | Konkurencja       | Czas     | Miejsce | Źródło |
| ---------------------- | ----------------- | -------- | ------- | ------ |
| Mirko Giacomo Nenzi    | 500 m mężczyzn    | 35,51    | 30.     | [ 58 ] |
| Mirko Giacomo Nenzi    | 1000 m mężczyzn   | 1:10,16  | 30.     | [ 59 ] |
| Andrea Giovannini      | 1500 m mężczyzn   | 1:47,82  | 27.     | [ 60 ] |
| Nicola Tumolero        | 5000 m mężczyzn   | 6:15,48  | 8.      | [ 61 ] |
| Davide Ghiotto         | 5000 m mężczyzn   | 6:29,25  | 19.     | [ 61 ] |
| Andrea Giovannini      | 5000 m mężczyzn   | 6:30,71  | 20.     | [ 61 ] |
| Nicola Tumolero        | 10 000 m mężczyzn | 12:54,32 | brąz    | [ 62 ] |
| Davide Ghiotto         | 10 000 m mężczyzn | 13:27,09 | 12.     | [ 62 ] |
| Yvonne Daldossi        | 500 m kobiet      | 39,28    | 26.     | [ 63 ] |
| Francesca Bettrone     | 500 m kobiet      | 39,52    | 29.     | [ 63 ] |
| Yvonne Daldossi        | 1000 m kobiet     | 1:19,33  | 30.     | [ 64 ] |
| Francesca Bettrone     | 1000 m kobiet     | 1:17,83  | 27.     | [ 64 ] |
| Francesca Lollobrigida | 1500 m kobiet     | 1:57,94  | 10.     | [ 65 ] |
| Francesca Bettrone     | 1500 m kobiet     | 2:00,43  | 25.     | [ 65 ] |
| Francesca Lollobrigida | 3000 m kobiet     | 4:08,58  | 13.     | [ 66 ] |

| Zawodnik                                          | Konkurencja             | Ćwierćfinał      | Ćwierćfinał | Półfinał   | Półfinał | Finał      | Finał   | Pozycja | Źródło |
| Zawodnik                                          | Konkurencja             | Przeciwnik       | Czas        | Przeciwnik | Czas     | Przeciwnik | Czas    | Pozycja | Źródło |
| ------------------------------------------------- | ----------------------- | ---------------- | ----------- | ---------- | -------- | ---------- | ------- | ------- | ------ |
| Riccardo Bugari Andrea Giovannini Nicola Tumolero | bieg drużynowy mężczyzn | Korea Południowa | 3:41,64     | NQ         | NQ       | Japonia    | DSQ     | 6.      | [ 68 ] |
| Andrea Giovannini                                 | bieg masowy mężczyzn    | N/A              | N/A         | -          | 8:24,41  | -          | 7:46,83 | 12.     | [ 68 ] |
| Francesca Lollobrigida                            | bieg masowy kobiet      | N/A              | N/A         | -          | 8:54,19  | -          | 8:33,30 | 7.      | [ 68 ] |
| Francesca Bettrone                                | bieg masowy kobiet      | N/A              | N/A         | -          | 8:38,69  | -          | 9:04,82 | 16.     | [ 68 ] |

### Narciarstwo alpejskie
| Zawodnik            | Konkurencja         | 1 przejazd | 1 przejazd | 2 przejazd | 2 przejazd | Łącznie | Łącznie | Źródło |
| Zawodnik            | Konkurencja         | Czas       | Pozycja    | Czas       | Pozycja    | Czas    | Pozycja | Źródło |
| ------------------- | ------------------- | ---------- | ---------- | ---------- | ---------- | ------- | ------- | ------ |
| Dominik Paris       | zjazd (m)           | N/A        | N/A        | N/A        | N/A        | 1:40,79 | 4.      | [ 69 ] |
| Peter Fill          | zjazd (m)           | N/A        | N/A        | N/A        | N/A        | 1:41,08 | 6.      | [ 69 ] |
| Christof Innerhofer | zjazd (m)           | N/A        | N/A        | N/A        | N/A        | 1:42,23 | 17.     | [ 69 ] |
| Emanuele Buzzi      | zjazd (m)           | N/A        | N/A        | N/A        | N/A        | 1:42,84 | .       | [ 69 ] |
| Dominik Paris       | supergigant (m)     | N/A        | N/A        | N/A        | N/A        | 1:25,18 | 7.      | [ 70 ] |
| Christof Innerhofer | supergigant (m)     | N/A        | N/A        | N/A        | N/A        | 1:25,90 | 16.     | [ 70 ] |
| Matteo Marsaglia    | supergigant (m)     | N/A        | N/A        | N/A        | N/A        | 1:26,11 | 20.     | [ 70 ] |
| Peter Fill          | supergigant (m)     | N/A        | N/A        | N/A        | N/A        | DNF     | DNF     | [ 70 ] |
| Manfred Mölgg       | slalom gigant (m)   | 1:10,03    | 15.        | 1:11,01    | 21.        | 2:21,04 | 13.     | [ 71 ] |
| Florian Eisath      | slalom gigant (m)   | 1:10,46    | 17.        | 1:10,72    | 18.        | 2:21,18 | 14.     | [ 71 ] |
| Riccardo Tonetti    | slalom gigant (m)   | 1:09,02    | 4.         | DNF        | DNF        | DNF     | DNF     | [ 71 ] |
| Luca De Aliprandini | slalom gigant (m)   | DSQ        | DSQ        | DSQ        | DSQ        | DSQ     | DSQ     | [ 71 ] |
| Manfred Mölgg       | slalom (m)          | 48,40      | 4.         | 51,84      | 23.        | 1:40,24 | 12.     | [ 72 ] |
| Stefano Gross       | slalom (m)          | 49,27      | 14.        | 51,44      | 16.        | 1:40,71 | 16.     | [ 72 ] |
| Riccardo Tonetti    | slalom (m)          | DNF        | DNF        | DNF        | DNF        | DNF     | DNF     | [ 72 ] |
| Alex Vinatzer       | slalom (m)          | DNF        | DNF        | DNF        | DNF        | DNF     | DNF     | [ 72 ] |
| Christof Innerhofer | superkombinacja (m) | 1:19,77    | 5.         | 49,98      | 25.        | 2:09,75 | 14.     | [ 73 ] |
| Riccardo Tonetti    | superkombinacja (m) | 1:21,99    | 38.        | 48,22      | 12.        | 2:10,21 | 18.     | [ 73 ] |
| Peter Fill          | superkombinacja (m) | 1:19,92    | 6.         | DNF        | DNF        | DNF     | DNF     | [ 73 ] |
| Dominik Paris       | superkombinacja (m) | 1:20,01    | 8.         | DNF        | DNF        | DNF     | DNF     | [ 73 ] |
| Sofia Goggia        | zjazd (k)           | N/A        | N/A        | N/A        | N/A        | 1:39,22 | złoto   | [ 74 ] |
| Nadia Fanchini      | zjazd (k)           | N/A        | N/A        | N/A        | N/A        | DNF     | DNF     | [ 74 ] |
| Federica Brignone   | zjazd (k)           | N/A        | N/A        | N/A        | N/A        | DNF     | DNF     | [ 74 ] |
| Nicol Delago        | zjazd (k)           | N/A        | N/A        | N/A        | N/A        | DNF     | DNF     | [ 74 ] |
| Johanna Schnarf     | supergigant (k)     | N/A        | N/A        | N/A        | N/A        | 1:21,27 | 5.      | [ 75 ] |
| Federica Brignone   | supergigant (k)     | N/A        | N/A        | N/A        | N/A        | 1:21,49 | 6.      | [ 75 ] |
| Sofia Goggia        | supergigant (k)     | N/A        | N/A        | N/A        | N/A        | 1:21,65 | 11.     | [ 75 ] |
| Nadia Fanchini      | supergigant (k)     | N/A        | N/A        | N/A        | N/A        | 1:21,88 | 12.     | [ 75 ] |
| Federica Brignone   | slalom gigant (k)   | 1:10,91    | 3.         | 1:09,57    | 8.         | 2:20,48 | brąz    | [ 76 ] |
| Marta Bassino       | slalom gigant (k)   | 1:11,19    | 5.         | 1:09,50    | 7.         | 2:20,69 | 5.      | [ 76 ] |
| Manuela Mölgg       | slalom gigant (k)   | 1:10,62    | 1.         | 1:10,58    | 23.        | 2:21,20 | 8.      |        |
| Sofia Goggia        | slalom gigant (k)   | 1:11,64    | 10.        | 1:10,16    | 18.        | 2:21,80 | 11.     |        |
| Chiara Costazza     | slalom (k)          | 49,83      | 7.         | 50,77      | 17.        | 1:40,60 | 9.      | [ 77 ] |
| Irene Curtoni       | slalom (k)          | 51,15      | 14.        | 49,89      | 7.         | 1:41,04 | 10.     | [ 77 ] |
| Manuela Mölgg       | slalom (k)          | 51,40      | 17.        | 51,35      | 25.        | 1:42,75 | 23.     | [ 77 ] |
| Marta Bassino       | slalom (k)          | DNF        | DNF        | DNF        | DNF        | DNF     | DNF     | [ 77 ] |
| Federica Brignone   | superbombinacja (k) | 1:42,51    | 12.        | 41,02      | 6.         | 2:23,53 | 8.      | [ 78 ] |
| Marta Bassino       | superbombinacja (k) | 1:42,61    | 14.        | 41,63      | 7.         | 2:24,24 | 10.     | [ 78 ] |
| Johanna Schnarf     | superbombinacja (k) | DNF        | DNF        | DNF        | DNF        | DNF     | DNF     | [ 78 ] |
| Sofia Goggia        | superbombinacja (k) | DNS        | DNS        | DNS        | DNS        | DNS     | DNS     | [ 78 ] |

| Zawodnik                                                                                     | Konkurencja | 1/8 finału       | Ćwierćfinał       | Półfinał         | Finał            | Źródło |
| Zawodnik                                                                                     | Konkurencja | Przeciwnik Wynik | Przeciwnik Wynik  | Przeciwnik Wynik | Przeciwnik Wynik | Źródło |
| -------------------------------------------------------------------------------------------- | ----------- | ---------------- | ----------------- | ---------------- | ---------------- | ------ |
| Federica Brignone Chiara Costazza Irene Curtoni Stefano Gross Riccardo Tonetti Alex Vinatzer | drużynowo   | Czechy · W (3:1) | Francja · p (1:3) | NQ               | NQ               | [ 79 ] |

### Narciarstwo dowolne
Skicross
| Zawodnicy         | Konkurencja       | Rozstawienie | Rozstawienie | 1/8 finału | Ćwierćfinał | Półfinał | Finał   | Finał   | Źródło               |
| Zawodnicy         | Konkurencja       | Czas         | Miejsce      | Pozycja    | Pozycja     | Pozycja  | Pozycja | Miejsce | Źródło               |
| ----------------- | ----------------- | ------------ | ------------ | ---------- | ----------- | -------- | ------- | ------- | -------------------- |
| Stefan Thanei     | skicross mężczyzn | 1:10,10      | 12.          | 3.         | NQ          | NQ       | NQ      | NQ      | [ 80 ] [ 81 ] [ 82 ] |
| Siegmar Klotz     | skicross mężczyzn | 1:10,15      | 15.          | 3.         | NQ          | NQ       | NQ      | NQ      | [ 80 ] [ 81 ] [ 82 ] |
| Debora Pixner     | skicross kobiet   | 1:15,72      | 14.          | 2.         | 3.          | NQ       | NQ      | NQ      | [ 83 ]               |
| Lucrezia Fantelli | skicross kobiet   | DNS          | DNS          | DNS        | DNS         | DNS      | DNS     | DNS     | [ 83 ]               |

### Saneczkarstwo
Mężczyźni
| Zawodnik                      | Konkurencja | Ślizg 1 | Ślizg 1 | Ślizg 2 | Ślizg 2 | Ślizg 3 | Ślizg 3 | Ślizg 4 | Ślizg 4 | Łącznie  | Pozycja | Źródło |
| Zawodnik                      | Konkurencja | Czas    | Pozycja | Czas    | Pozycja | Czas    | Pozycja | Czas    | Pozycja | Łącznie  | Pozycja | Źródło |
| ----------------------------- | ----------- | ------- | ------- | ------- | ------- | ------- | ------- | ------- | ------- | -------- | ------- | ------ |
| Dominik Fischnaller           | Jedynki     | 47,930  | 10.     | 47,967  | 16.     | 47,562  | 3.      | 47,475  | 1.      | 3:10,934 | 4.      | [ 84 ] |
| Kevin Fischnaller             | Jedynki     | 47,853  | 8.      | 47,793  | 5.      | 47,596  | 5.      | 47,812  | 8.      | 3:11,054 | 7.      | [ 84 ] |
| Emanuel Rieder                | Jedynki     | 48,040  | 14.     | 48,047  | 17.     | 47,972  | 18.     | 48,082  | 18.     | 3:12,141 | 20.     | [ 84 ] |
| Ivan Nagler Fabian Malleier   | Dwójki      | 46,320  | 8.      | 46,243  | 7.      | N/A     | N/A     | N/A     | N/A     | 1:32,563 | 7.      | [ 85 ] |
| Ludwig Rieder Patrick Rastner | Dwójki      | 46,709  | 14.     | 46,567  | 15.     | N/A     | N/A     | N/A     | N/A     | 1:33,276 | 16.     | [ 85 ] |

Kobiety
| Zawodnik          | Konkurencja | Ślizg 1 | Ślizg 1 | Ślizg 2 | Ślizg 2 | Ślizg 3 | Ślizg 3 | Ślizg 4 | Ślizg 4 | Łącznie  | Pozycja | Źródło |
| Zawodnik          | Konkurencja | Czas    | Pozycja | Czas    | Pozycja | Czas    | Pozycja | Czas    | Pozycja | Łącznie  | Pozycja | Źródło |
| ----------------- | ----------- | ------- | ------- | ------- | ------- | ------- | ------- | ------- | ------- | -------- | ------- | ------ |
| Andrea Voetter    | Jedynki     | 46,577  | 10.     | 46,483  | 11.     | 46,907  | 15.     | 46,892  | 13.     | 3:06,859 | 10.     | [ 86 ] |
| Sandra Robatscher | Jedynki     | 46,620  | 12.     | 47,116  | 24.     | 47,083  | 17.     | 46,746  | 9.      | 3:07,565 | 14.     | [ 86 ] |

| Zawodnicy                                                       | Konkurencja | Czas przejazdu       | Łącznie  | Pozycja | Źródło |
| --------------------------------------------------------------- | ----------- | -------------------- | -------- | ------- | ------ |
| Andrea Vötter Dominik Fischnaller Ivan Nagler / Fabian Malleier | sztafeta    | 47,078 48,827 49,188 | 2:25,093 | 5.      | [ 87 ] |

### Short track
Mężczyźni
| Zawodnik        | Konkurencja         | Kwalifikacje | Kwalifikacje | Ćwierćfinał | Ćwierćfinał | Półfinał | Półfinał | Finał    | Finał   | Źródło                      |
| Zawodnik        | Konkurencja         | Czas         | Miejsce      | Czas        | Miejsce     | Czas     | Miejsce  | Czas     | Miejsce | Źródło                      |
| --------------- | ------------------- | ------------ | ------------ | ----------- | ----------- | -------- | -------- | -------- | ------- | --------------------------- |
| Yuri Confortola | Bieg na 500 metrów  | 40,869       | 3.           | NQ          | NQ          | NQ       | NQ       | NQ       | NQ      | [ 88 ] [ 89 ] [ 90 ] [ 91 ] |
| Tommaso Dotti   | Bieg na 1000 metrów | 1:25,369     | 3.           | NQ          | NQ          | NQ       | NQ       | NQ       | NQ      | [ 92 ]                      |
| Yuri Confortola | Bieg na 1000 metrów | 1:25,297     | 2.           | 1:24,383    | 2.          | 1:26,626 | 3.       | 1:27,712 | 7.      | [ 92 ]                      |
| Yuri Confortola | Bieg na 1500 metrów | DSQ          | DSQ          | N/A         | N/A         | NQ       | NQ       | NQ       | NQ      | [ 92 ]                      |
| Tommaso Dotti   | Bieg na 1500 metrów | 2:16,177     | 4.           | N/A         | N/A         | NQ       | NQ       | NQ       | NQ      | [ 92 ]                      |

Kobiety
| Zawodniczka                                                    | Konkurencja          | Kwalifikacje | Kwalifikacje | Ćwierćfinał | Ćwierćfinał | Półfinał | Półfinał | Finał    | Finał   | Źródło |
| Zawodniczka                                                    | Konkurencja          | Czas         | Miejsce      | Czas        | Miejsce     | Czas     | Miejsce  | Czas     | Miejsce |        |
| -------------------------------------------------------------- | -------------------- | ------------ | ------------ | ----------- | ----------- | -------- | -------- | -------- | ------- | ------ |
| Lucia Peretti                                                  | Bieg na 500 metrów   | 43,994       | 4.           | NQ          | NQ          | NQ       | NQ       | NQ       | NQ      | [ 93 ] |
| Arianna Fontana                                                | Bieg na 500 metrów   | 43,214       | 1.           | 43,128      | 1.          | 42,635   | 2.       | 42,569   | złoto   | [ 93 ] |
| Martina Valcepina                                              | Bieg na 500 metrów   | 43,698       | 1.           | 43,023      | 3.          | NQ       | NQ       | NQ       | NQ      | [ 93 ] |
| Arianna Fontana                                                | Bieg na 1000 metrów  | 1:30,676     | 1.           | 1:30,074    | 1.          | 1:29,156 | 2.       | 1:30,656 | brąz    | [ 93 ] |
| Cynthia Mascitto                                               | Bieg na 1000 metrów  | 1:32,926     | 4.           | NQ          | NQ          | NQ       | NQ       | NQ       | NQ      | [ 93 ] |
| Arianna Fontana                                                | Bieg na 1500 metrów  | 2:28,494     | 1.           | N/A         | N/A         | 2:34,489 | 2.       | 2:27,475 | 7.      | [ 93 ] |
| Martina Valcepina                                              | Bieg na 1500 metrów  | 2:31,370     | 3.           | N/A         | N/A         | 2:24,171 | 4.       | DSQ      | DSQ     | [ 93 ] |
| Arianna Fontana Lucia Peretti Cecilia Maffei Martina Valcepina | Sztafeta 3000 metrów | N/A          | N/A          | N/A         | N/A         | 4:05,918 | 2.       | 4:15,901 | srebro  | [ 93 ] |

### Skeleton
| Zawodnik             | Konkurencja | Ślizg 1 | Ślizg 1 | Ślizg 2 | Ślizg 2 | Ślizg 3 | Ślizg 3 | Ślizg 4 | Ślizg 4 | Łącznie | Pozycja | Źródło |
| Zawodnik             | Konkurencja | Czas    | Pozycja | Czas    | Pozycja | Czas    | Pozycja | Czas    | Pozycja | Łącznie | Pozycja | Źródło |
| -------------------- | ----------- | ------- | ------- | ------- | ------- | ------- | ------- | ------- | ------- | ------- | ------- | ------ |
| Joseph Luke Cecchini | mężczyźni   | 51,88   | 24.     | 51,80   | 25.     | 51,96   | 26.     | NQ      | NQ      | 2:35,64 | 27.     | [ 94 ] |

### Skoki narciarskie
Mężczyźni
| Konkurencja                                                    | Skoczek                  | Kwalifikacje | Kwalifikacje | Kwalifikacje | Skok 1                  | Skok 1               | Skok 2    | Skok 2 | Nota  | Pozycja | Źródło                |
| Konkurencja                                                    | Skoczek                  | odległość    | Nota         | Miejsce      | odległość               | Nota                 | odległość | Nota   | Nota  | Pozycja | Źródło                |
| -------------------------------------------------------------- | ------------------------ | ------------ | ------------ | ------------ | ----------------------- | -------------------- | --------- | ------ | ----- | ------- | --------------------- |
| Alex Insam                                                     | Skocznia normalna        | 94,0         | 101,9        | 33.          | 84,0                    | 76,9                 | NQ        | NQ     | 76,9  | 45.     | [ 95 ] [ 96 ] [ 97 ]  |
| Sebastian Colloredo                                            | Skocznia normalna        | 91,0         | 97,9         | 36.          | 91,0                    | 83,8                 | NQ        | NQ     | 83,8  | 42.     | [ 95 ] [ 96 ] [ 97 ]  |
| Davide Bresadola                                               | Skocznia normalna        | 88,0         | 95,8         | 37.          | 95,0                    | 92,0                 | NQ        | NQ     | 92,0  | 35.     | [ 95 ] [ 96 ] [ 97 ]  |
| Federico Cecon                                                 | Skocznia normalna        | 86,0         | 87,9         | 49.          | 85,5                    | 72,3                 | NQ        | NQ     | 72,3  | 48.     | [ 95 ] [ 96 ] [ 97 ]  |
| Alex Insam                                                     | Skocznia duża            | 123,0        | 93,1         | 32.          | 127,5                   | 118,0                | 125,0     | 114,4  | 232,4 | 23.     | [ 98 ] [ 99 ] [ 100 ] |
| Davide Bresadola                                               | Skocznia duża            | 117,0        | 80,0         | 42.          | 124,0                   | 89,1                 | NQ        | NQ     | 89,1  | 47.     | [ 98 ] [ 99 ] [ 100 ] |
| Sebastian Colloredo                                            | Skocznia duża            | 107,5        | 68,1         | 50.          | 121,0                   | 102,7                | NQ        | NQ     | 102,7 | 40.     | [ 98 ] [ 99 ] [ 100 ] |
| Federico Cecon                                                 | Skocznia duża            | 100,5        | 50,3         | 54.          | NQ                      | NQ                   | NQ        | NQ     | NQ    | NQ      | [ 98 ] [ 99 ] [ 100 ] |
| Lara Malsiner                                                  | skocznia normalna kobiet | N/A          | N/A          | N/A          | 88,5                    | 90,2                 | 92,5      | 89,3   | 179,5 | 15.     | [ 101 ]               |
| Manuela Malsiner                                               | skocznia normalna kobiet | N/A          | N/A          | N/A          | 86,5                    | 79,6                 | 89,0      | 83,8   | 163,4 | 18.     | [ 101 ]               |
| Elena Runggaldier                                              | skocznia normalna kobiet | N/A          | N/A          | N/A          | 71,5                    | 48,8                 | NQ        | NQ     | 48,8  | 33.     | [ 101 ]               |
| Evelyn Insam                                                   | skocznia normalna kobiet | N/A          | N/A          | N/A          | 72,0                    | 46,4                 | NQ        | NQ     | 46,4  | 34.     | [ 101 ]               |
| Federico Cecon Davide Bresadola Sebastian Colloredo Alex Insam | Konkurs drużynowy        | N/A          | N/A          | N/A          | 102,0 114,0 115,0 122,5 | 69,7 94,9 94,3 105,6 | NQ        | NQ     | 364,5 | 11.     | [ 102 ]               |

### Snowboarding
Big Air
| Zawodnik       | Konkurencja | Kwalifikacje | Kwalifikacje | Kwalifikacje | Kwalifikacje | Finał      | Finał      | Finał      | Finał | Finał   | Źródło          |
| Zawodnik       | Konkurencja | Przejazd 1   | Przejazd 2   | wynik        | Miejsce      | Przejazd 1 | Przejazd 2 | Przejazd 3 | wynik | Pozycja | Źródło          |
| -------------- | ----------- | ------------ | ------------ | ------------ | ------------ | ---------- | ---------- | ---------- | ----- | ------- | --------------- |
| Alberto Maffei | mężczyźni   | 77,50        | 36,25        | 77,50        | 10.          | NQ         | NQ         | NQ         | NQ    | NQ      | [ 103 ] [ 104 ] |

| Konkurencja        | Zawodnik       | Rozstawienie | Rozstawienie | 1/8 finału | Ćwierćfinał | Półfinał | Finał   | Finał   | Źródło                  |
| Konkurencja        | Zawodnik       | Czas         | Miejsce      | Pozycja    | Pozycja     | Pozycja  | Pozycja | Miejsce | Źródło                  |
| ------------------ | -------------- | ------------ | ------------ | ---------- | ----------- | -------- | ------- | ------- | ----------------------- |
| Omar Visintin      | cross mężczyzn | 1:13,25      | 2.           | 4.         | NQ          | NQ       | NQ      | NQ      | [ 105 ] [ 106 ] [ 107 ] |
| Lorenzo Sommariva  | cross mężczyzn | 1:14,36      | 13.          | 4.         | NQ          | NQ       | NQ      | NQ      | [ 105 ] [ 106 ] [ 107 ] |
| Emanuel Perathoner | cross mężczyzn | 1:14,62      | 18.          | 1.         | 4.          | NQ       | NQ      | NQ      | [ 105 ] [ 106 ] [ 107 ] |
| Michele Godino     | cross mężczyzn | 1:14,96      | 28.          | 3.         | 6.          | NQ       | NQ      | NQ      | [ 105 ] [ 106 ] [ 107 ] |
| Michela Moioli     | cross kobiet   | 1:16,97      | 2.           | N/A        | 1.          | 1.       | 1.      | złoto   | [ 108 ] [ 109 ] [ 110 ] |
| Raffaella Brutto   | cross kobiet   | 1:21,14      | 19.          | N/A        | 3.          | DNF      | 2.      | 8.      | [ 108 ] [ 109 ] [ 110 ] |

| Zawodnik           | Konkurencja                | Rozstawienie | Rozstawienie | 1/8 finału      | Ćwierćfinał         | Półfinał        | Finał           | Finał   | Źródło          |
| Zawodnik           | Konkurencja                | Czas         | Miejsce      | Przeciwnik Czas | Przeciwnik Czas     | Przeciwnik Czas | Przeciwnik Czas | Miejsce | Źródło          |
| ------------------ | -------------------------- | ------------ | ------------ | --------------- | ------------------- | --------------- | --------------- | ------- | --------------- |
| Roland Fischnaller | slalom równoległy mężczyzn | 1:25,44      | 8.           | Wild W          | Galmarini P (+0,06) | NQ              | NQ              | NQ      | [ 111 ] [ 112 ] |
| Edwin Coratti      | slalom równoległy mężczyzn | 1:25,70      | 12.          | Payer W         | Dufour P (+0,19)    | NQ              | NQ              | NQ      | [ 111 ] [ 112 ] |
| Aaron March        | slalom równoległy mężczyzn | 1:26,58      | 23.          | NQ              | NQ                  | NQ              | NQ              | NQ      | [ 111 ] [ 112 ] |
| Mirko Felicetti    | slalom równoległy mężczyzn | 1:27,56      | 29.          | NQ              | NQ                  | NQ              | NQ              | NQ      | [ 111 ] [ 112 ] |
| Nadya Ochner       | slalom równoległy kobiet   | 1:33,80      | 18.          | NQ              | NQ                  | NQ              | NQ              | NQ      | [ 113 ]         |